# Franconville (Val-d'Oise)
Pour les articles homonymes, voir Franconville.
Franconville ou Franconville-la-Garenne, nom d'usage de la municipalité, est une commune française située dans le département du Val-d'Oise, en région Île-de-France. Elle est la cinquième ville du département par sa population.
Ses habitants sont appelés les Franconvillois.

## Géographie

### Description
Franconville se situe à vingt kilomètres au nord-ouest de Paris, dans la vallée de Montmorency.
Ses voies principales sont, d'est en ouest, la rue de l'Orme-Saint-Edme, la rue de la Station, le boulevard Maurice-Berteaux, la rue du Plessis-Bouchard et, du sud au nord, la rue du Général-Leclerc, le boulevard Rhin-et-Danube et la chaussée Jules-César.

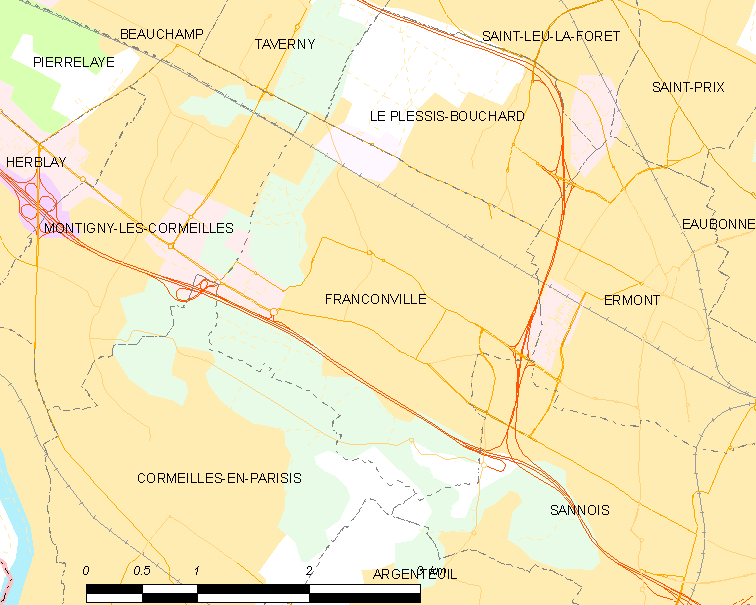
Carte de la commune.
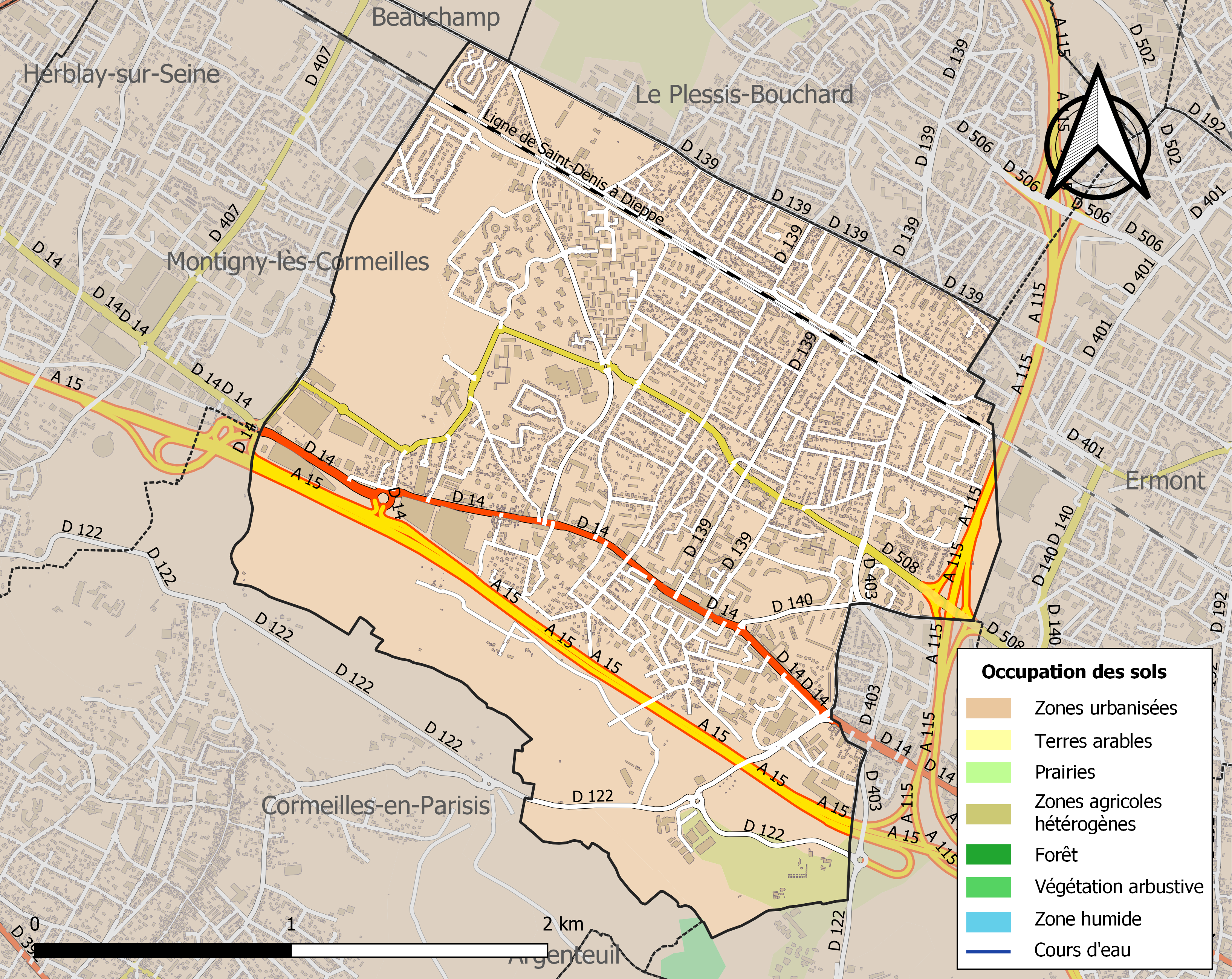
Occupation des sols.

### Communes limitrophes
| Beauchamp               | Le Plessis-Bouchard | Ermont  |
| Montigny-lès-Cormeilles | Franconville        |         |
| Cormeilles-en-Parisis   |                     | Sannois |

### Géologie et relief
Franconville se situe au centre de la vallée de Montmorency. Les zones habitées occupent pour l'essentiel le fond de la vallée, à une soixantaine de mètres d'altitude, et sont dominées par un ensemble de buttes-témoins boisées à l'ouest nommées buttes du Parisis, qui atteignent 167 mètres d'altitude.

### Voies de communication et transports
La commune est traversée par l'autoroute A15 qui relie Gennevilliers à Cergy, l'autoroute A115 de Franconville à Méry-sur-Oise et Auvers-sur-Oise et la route départementale 14 qui relie Paris à Rouen via Pontoise et le Vexin.
Franconville est desservie par la gare Franconville - Le Plessis-Bouchard située sur son territoire.
La ligne Paris - Pontoise traverse la ville depuis 1846, devenue la ligne H du Transilien Paris-Nord reliant la Gare du Nord à Pontoise. Par ailleurs, Franconville est desservi par la ligne C du RER depuis 1988.
La commune est également desservie par les lignes de bus du réseau Val Parisis (Lignes 30-03, 30-12, 30-14, 30-37, 30-49, 95-19 et CitéVal Franconville), de la RATP (Ligne 261) et du Noctilien (Ligne N154).

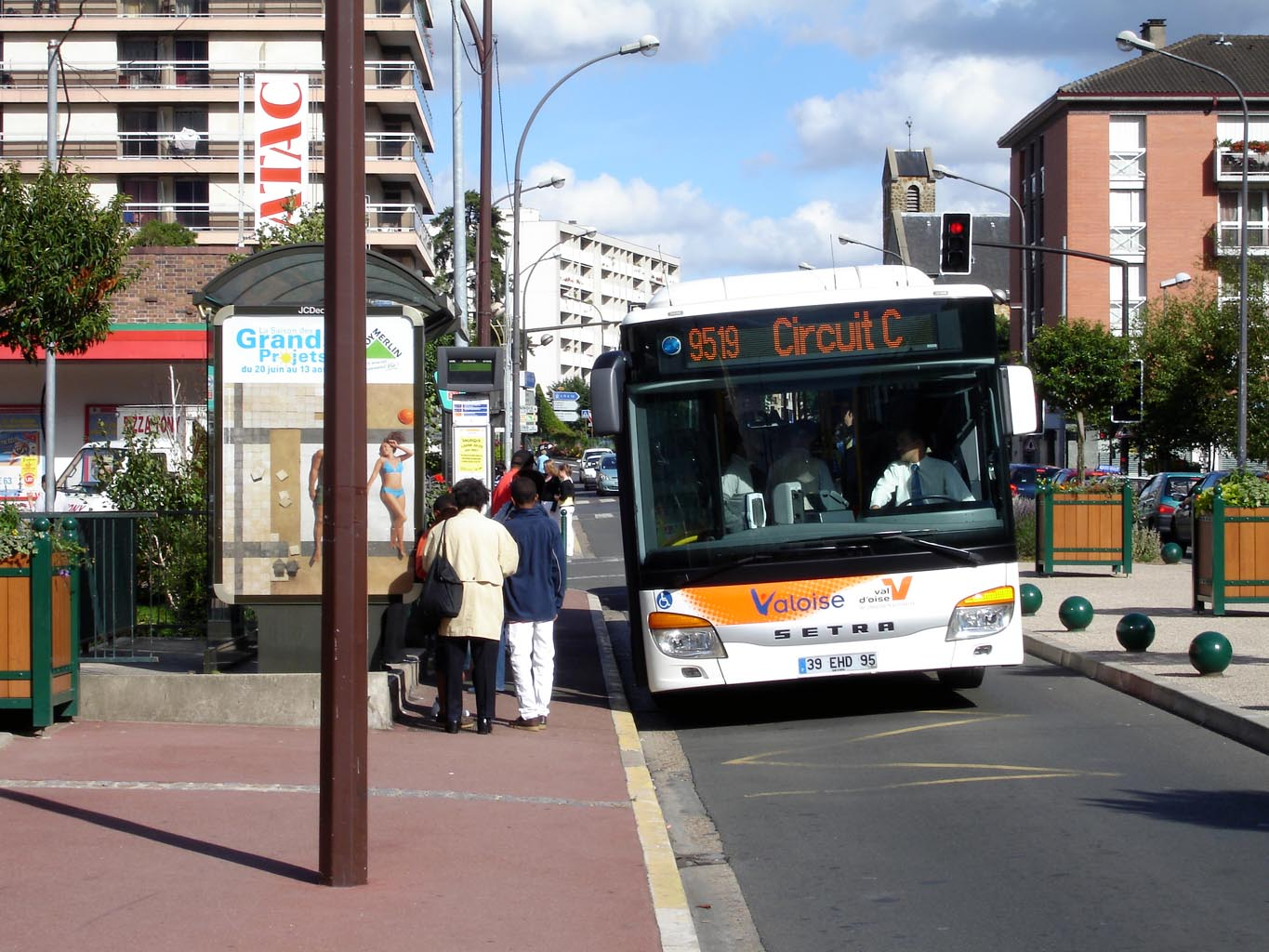
Le bus 95-19 C, rue du Général-Leclerc.
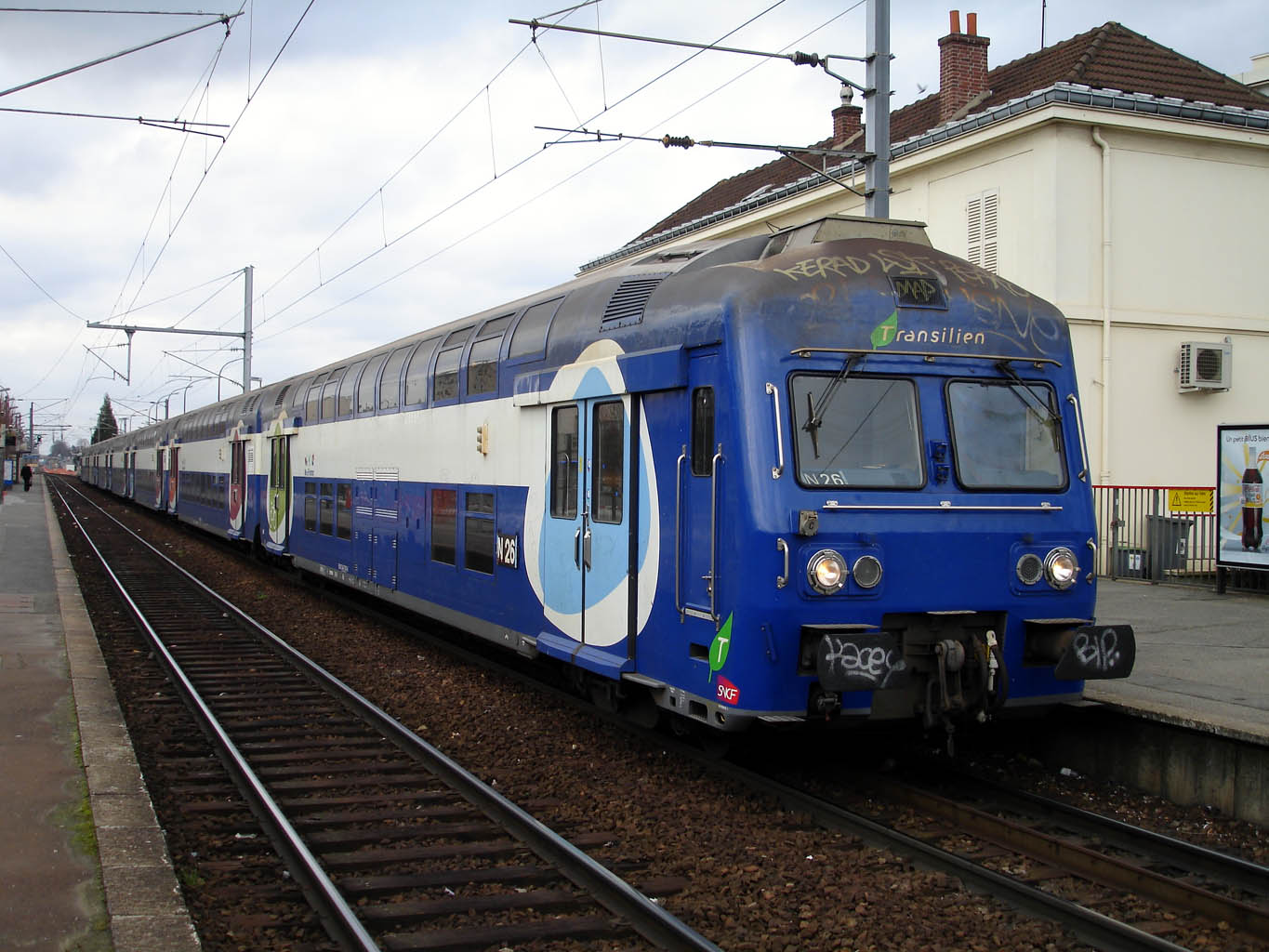
Un train Transilien en gare de Franconville.

### Climat
Pour des articles plus généraux, voir Climat de l'Île-de-France et Climat du Val-d'Oise.
En 2010, le climat de la commune est de type climat océanique dégradé des plaines du Centre et du Nord, selon une étude du CNRS s'appuyant sur une série de données couvrant la période 1971-2000. En 2020, Météo-France publie une typologie des climats de la France métropolitaine dans laquelle la commune est dans une zone de transition entre le climat océanique et le climat océanique altéré et est dans la région climatique Sud-ouest du bassin Parisien, caractérisée par une faible pluviométrie, notamment au printemps (120 à 150 mm) et un hiver froid (3,5 °C).
Pour la période 1971-2000, la température annuelle moyenne est de 11,8 °C, avec une amplitude thermique annuelle de 15 °C. Le cumul annuel moyen de précipitations est de 650 mm, avec 10,5 jours de précipitations en janvier et 7,8 jours en juillet. Pour la période 1991-2020, la température moyenne annuelle observée sur la station météorologique la plus proche, située à Pontoise à 12 km à vol d'oiseau, est de 12,5 °C et le cumul annuel moyen de précipitations est de 666,7 mm,. Pour l'avenir, les paramètres climatiques de la commune estimés pour 2050 selon différents scénarios d'émission de gaz à effet de serre sont consultables sur un site dédié publié par Météo-France en novembre 2022.

## Urbanisme

### Typologie
Franconville est une commune urbaine, car elle fait partie des communes denses ou de densité intermédiaire, au sens de la grille communale de densité de l'Insee,,,.
Elle appartient à l'unité urbaine de Paris, agglomération inter-départementale regroupant 411 communes et 10 785 092 habitants en 2017, dont elle est une commune de la banlieue,.
Par ailleurs la commune fait partie de l'aire d'attraction de Paris, dont elle est une commune du pôle principal. Cette aire regroupe 1 929 communes,.
Franconville est composée à la fois de zones d'habitations denses et de zones pavillonnaires.
Commune jusqu'alors rurale dont les champs s'étendaient sur la majeure partie du territoire, une politique d'urbanisation est entreprise à partir de 1962 et se prolongera dans les années 1970, avec la construction de quartiers résidentiels et nouvelles infrastructures (notamment écoles et collège, centres de sports et loisirs).
En 2009, la politique d'urbanisme prend un nouvel essor avec la décision du conseil municipal de construire 1500 logements sur six ans dans le cadre du plan local d'urbanisme.

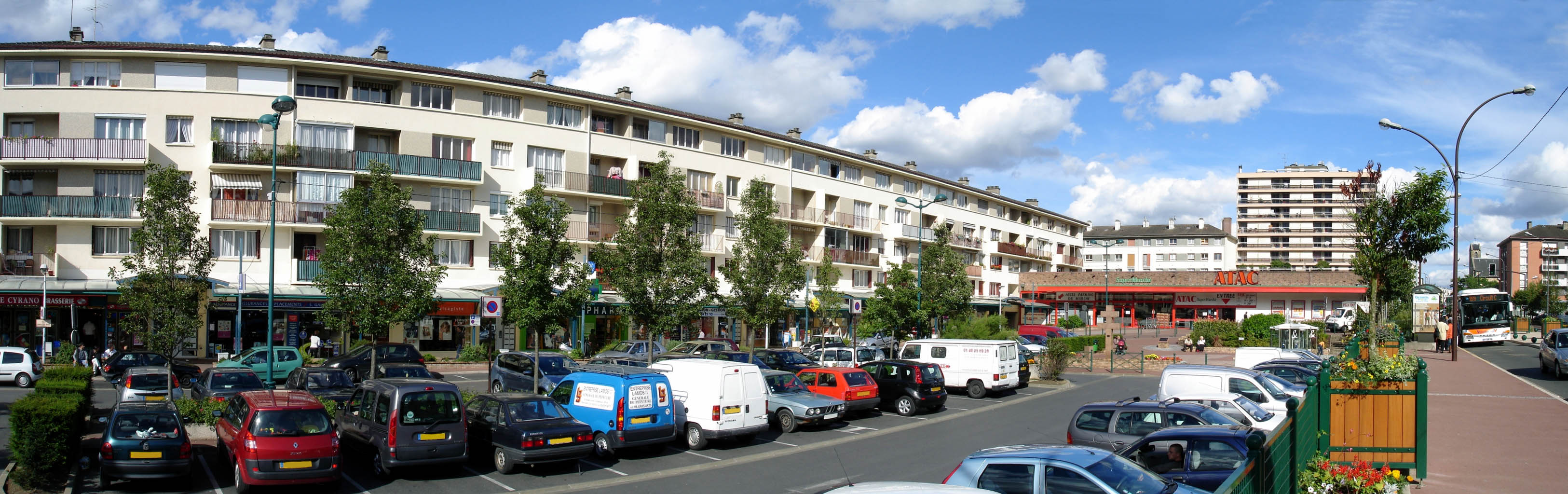
La place Charles-de-Gaulle dans le centre-ville.

### Logement social
La part de logement social à Franconville a atteint jusqu'à 35 % au début des années 1980 avant de décroître sous la majorité de Francis Delattre (UDF-DL puis UMP) depuis 1983. 27,5 % de logements sociaux étaient comptabilisés en 2000, 23,9 % en 2005 (alors que selon la mairie, la commune compte 3 350 logements sociaux soit 26 % de l'effectif total) et 24,7 % en 2008. La ville remplissait donc les conditions posées par la loi SRU imposant pour les communes franciliennes d'au moins 1 500 habitants un minimum de 20 % de logements sociaux, avant que ce taux soit porté à 25 % en 2013.
Le parc social de Franconville date pour l'essentiel des années 1960 et 1970, qui ont vu la population communale croître rapidement sous les mandats des prédécesseurs du maire, André Blondé (UDF-PR) de 1959 à 1977 et Annie Brunet (PCF) de 1977 à 1983.

## Toponymie
Au fil des siècles, on relève ces différentes formes du nom de Franconville : Francorum Villa (1137), Francurtvilla (vers 1150), Francorvilla (1205), Franconvilla (1352), Franconville la Garenne (1382), Francovilla (1525), Franconville-la-Libre (1793).
Francorum Villa en latin médiéval peut se traduire par « domaine des Francs »,, par la suite, le premier élément du toponyme a subi l'attraction de l'anthroponyme Francon porté par plusieurs personnages au Moyen Âge. 
Quant au déterminant transitoire garenne, il vient du bas latin warenna, influencé par le germanique à l'initiale, et désigne une réserve de chasse et fut sans doute ajouté pour distinguer Franconville-la-Garenne d’un autre Franconville-[aux-Bois], ancienne seigneurie "absorbée" au XVIIIe siècle par la paroisse de Saint-Martin-du-Tertre.

## Histoire

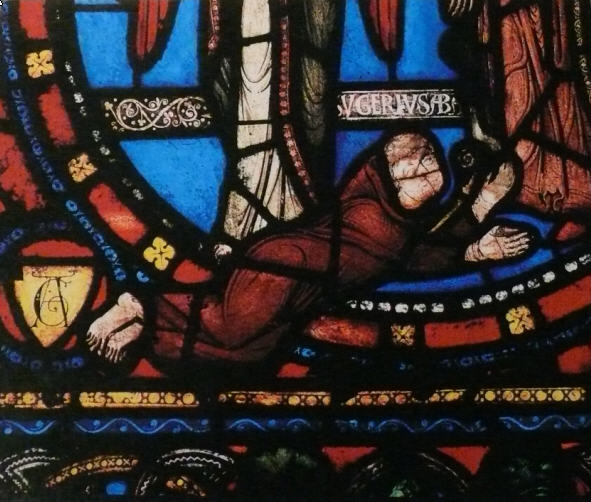
L'abbé Suger (1081-1151).

### Antiquité et Moyen Âge
L’histoire ancienne de Franconville est fort mal connue. Dans leurs publications respectives, les historiens locaux divergent sur la date de la première mention du nom de la commune dans les archives. Aujourd’hui, ce sont les thèses du Franconvillois André Vaquier qui font autorité : selon lui, le nom de Franconville apparaît pour la première fois en 1137, année de rédaction du testament de l’abbé Suger de Saint-Denis, seigneur de l’époque.
L’historien Henri Mataigne, dans l’ouvrage qu’il consacre à Franconville, évoque une date beaucoup plus ancienne, 860, mais ne donne aucune indication permettant de retrouver le document auquel il se réfère.
Cependant, l’étymologie du nom de la ville (Francorum Villa : domaine des Francs) incline à penser que la ville existe bien avant les écrits de l’abbé Suger. Elle se constitue sans doute le long du « grand chemin de Pontoise » (rue de Paris et rue du Général-Leclerc). Le cœur de la « ville » se situe alors à l'emplacement de l'actuelle église. Plus au nord, séparée du village par des terres en friche, se trouve la chaussée Jules César, ancienne voie romaine de Lutèce à Lillebonne, construite dans les années 11-12 avant Jésus-Christ.

Armes de la famille Bateste.

Bois, marais et terres incultes, voilà ce qui constitue l’environnement immédiat des premiers habitants de Franconville. Réfugiés sur les flancs de la butte de Cormeilles, à l'abri des inondations, ils vivent, difficilement, du travail de la terre et sans doute trouvent-ils, grâce au « grand chemin », une occasion de commercer.
Aux XIe et XIIe siècles, la terre de Franconville est morcelée entre divers seigneurs : l'abbaye de Saint-Denis, les barons de Montmorency mais aussi de commanderie de Cernay des Templiers. Un des vassaux des barons de Montmorency, Guillaume Bateste, est le premier seigneur résident de Franconville identifié. Au début du XIIIe siècle, celui-ci fait construire un château de dimensions modestes à proximité de l'actuelle rue de Cormeilles. On lui attribue également la construction de la première église de Franconville. Enfin, c'est à cette époque qu'est fondée la maladrerie Saint-Marc, ou malmaison, destinée à accueillir les lépreux.
Au début du XVe siècle, le village peut compter 80 maisons, regroupées près de l’église, pour une population estimée à environ 300 personnes. La grand’ route, en tout cas sur sa partie franconvilloise, est déjà pavée. Mais les troubles de ce temps vont rapidement faire sentir leurs effets. Selon le testament du dernier des Bateste, daté de 1436, toute la région de Pontoise, dont Franconville, est dévastée et brûlée pendant la guerre de Cent Ans. L'église, détruite, sera reconstruite en 1450-1470.

### Renaissance et époque moderne

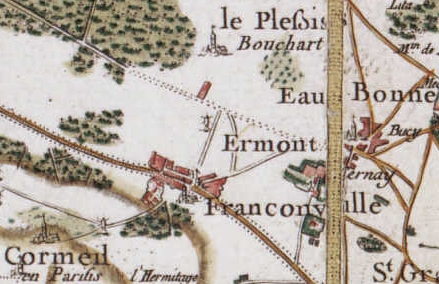
Franconville sur la carte de Cassini, vers 1780.

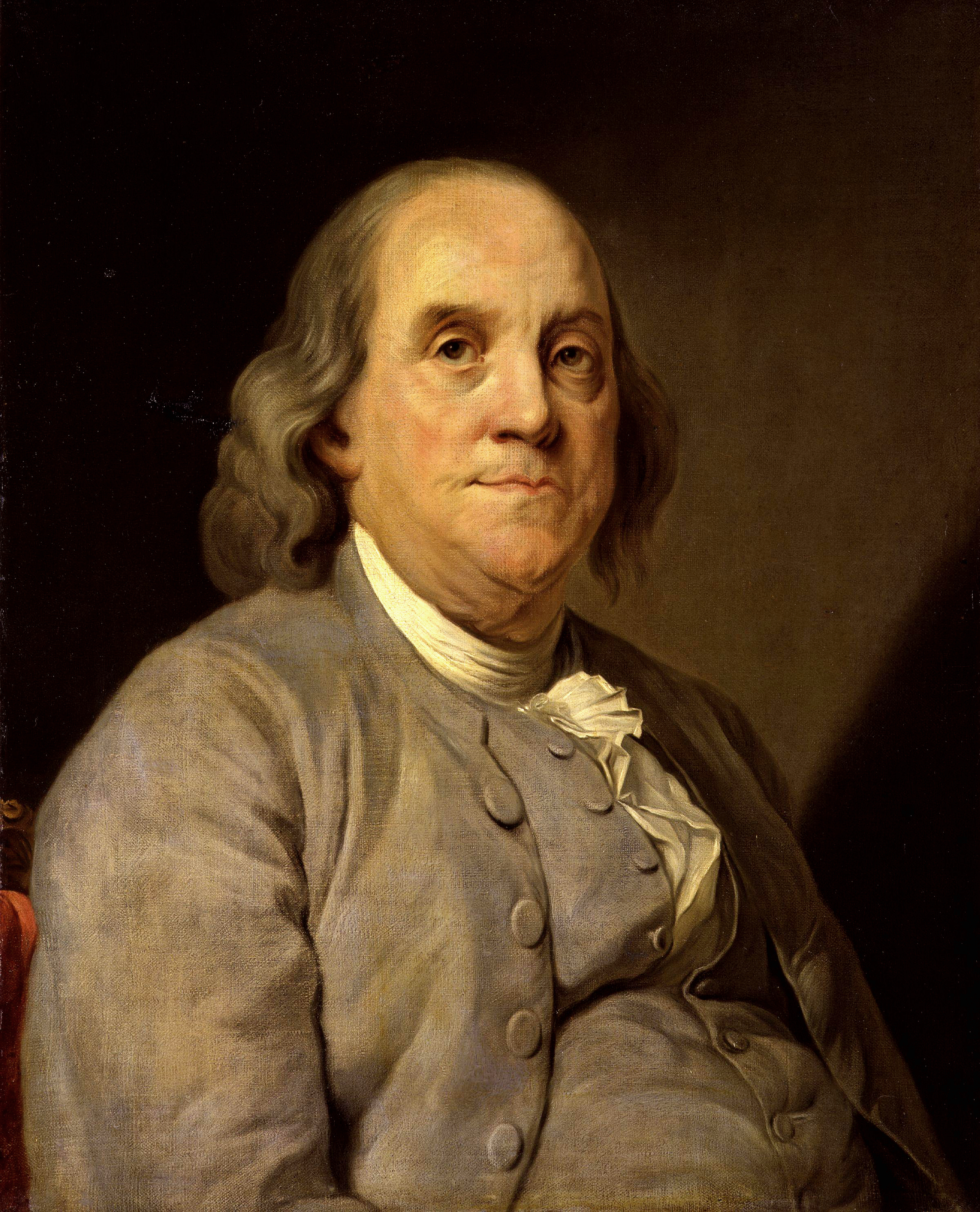
Benjamin Franklin.

À la fin du XVIe siècle, les temps étant encore peu sûrs, une assemblée des habitants de Franconville vote la dépense de 600 écus pour enclore et fortifier le village au moyen de murailles, portes, ponts-levis, éperons et fossés.
Mais, peu à peu, la ville commence à se développer. Grâce à la grand’route, de plus en plus fréquentée, agriculture et hôtellerie connaissent un véritable essor. Les chevaux des relais de poste font la prospérité des aubergistes et des artisans qui entretiennent voitures et carrosses.
Au fil du XVIIIe siècle, Franconville devient même un lieu de résidence recherché. De belles demeures se construisent, dont le château Cadet-de-Vaux (1758). De riches familles, bourgeoises ou nobles, viennent s’y installer ou séjourner. Quelques résidents ou visiteurs célèbres ont laissé un souvenir de leur passage : le chimiste Antoine-Alexis Cadet de Vaux, l’homme d’ État américain Benjamin Franklin, l’astronome Jean-Dominique Cassini...
Pendant la Révolution française, Franconville est brièvement rebaptisée Franconville-la-Libre. La municipalité de Franconville voit le jour le dimanche 12 août 1787. Le 25 février 1789, les habitants se réunissent pour rédiger leur cahier de doléances. Le premier maire de Franconville, l’aubergiste Gabriel Bertin, est élu le 6 février 1790. L’un des premiers actes de la nouvelle municipalité est d’attirer l’attention des autorités sur la grande misère des habitants. En effet, les épisodes de disette, voire de famine, se multiplient à cette époque, entraînant une certaine insécurité en ville.

### Époque contemporaine

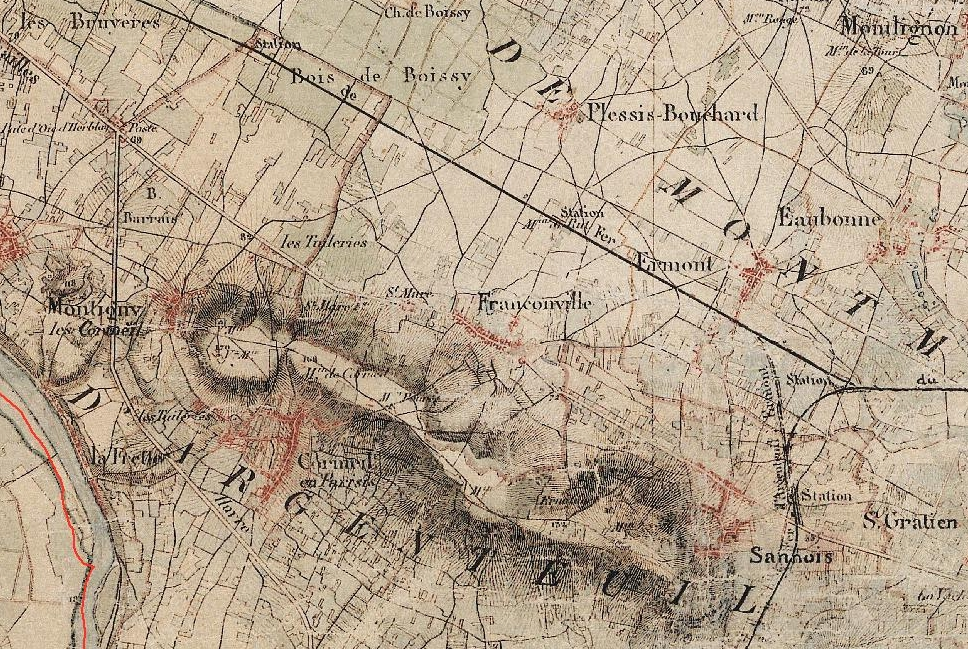
Carte de France, dite d'état-major, vers 1870.

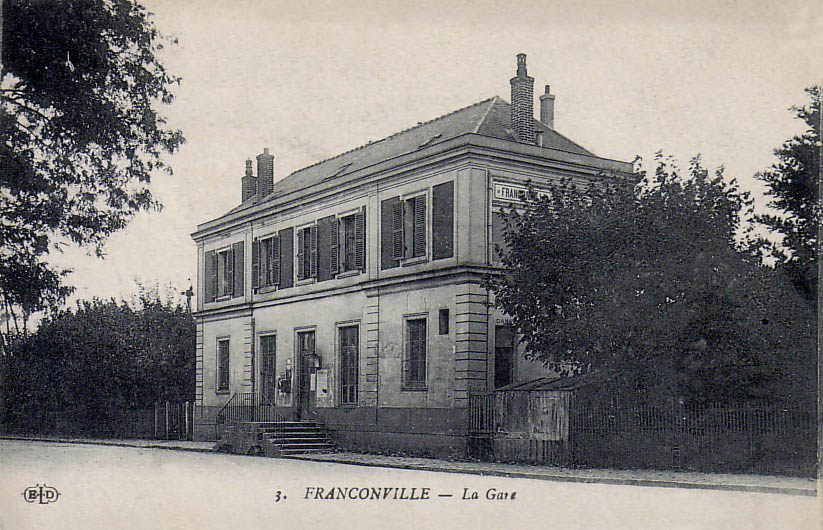
La gare vers 1900.

Le chemin de fer dessert la ville en 1846 avec la mise en service de la gare de Franconville - Le Plessis-Bouchard sur la ligne Paris - Pontoise, entraînant ainsi comme dans toutes les communes de la vallée de Montmorency, de profondes mutations. Un nouveau centre se développe à proximité de la gare, située à un kilomètre au nord du village au milieu des champs.
Des lotissements apparaissent au début du XXe siècle. L'église du XVe siècle, tombant en ruine, est reconstruite en 1903.
Lors du raid de dirigeable militaire contre Paris et sa banlieue le 21 mars 1915, un Zeppelin est pris à partie par la DCA du fort de Cormeilles.
Durant les années 1960 et 1970, le centre-ville est entièrement démoli et reconstruit selon les idées urbanistiques de l'époque : de nombreux immeubles, barres et tours, sont érigés contribuant à un fort accroissement de la population. Ainsi, au fil des années, Franconville est devenue la 5e commune la plus peuplée du Val-d'Oise derrière Argenteuil, Sarcelles, Cergy et Garges-lès-Gonesse.

## Politique et administration

### Rattachements administratifs et électoraux
Antérieurement à la loi du 10 juillet 1964, la commune faisait partie du département de Seine-et-Oise. La réorganisation de la région parisienne en 1964 fit que la commune appartient désormais au département du  Val-d'Oise et à son arrondissement de Pontoise, après un transfert administratif effectif au 1er janvier 1968. Pour l'élection des députés, elle fait partie de la quatrième circonscription du Val-d'Oise
Elle faisait partie de 1801 à 1931 du canton de Montmorency, année où elle intègre le canton de Taverny du département deSeine-et-Oise. Lors de la mise en place du Val-d'Oise, elle devient en 1967 le chef-lieu  du canton de Franconville. Dans le cadre du redécoupage cantonal de 2014 en France, elle est désormais le bureau centralisateur de ce canton qui est modifié, passant de une à deux communes.
Franconville fait partie du ressort de juridiction du tribunal d'instance de Montmorency, de celui du tribunal judiciaire de Pontoise et de celui du tribunal de commerce de Pontoise pour l'ordre judiciaire ainsi que de celui du tribunal administratif de Cergy-Pontoise pour l'ordre administratif. La commune fait en appel partie du ressort de la cour d'appel de Versailles pour l'ordre judiciaire et de la cour administrative d'appel de Versailles pour l'ordre administratif.

### Intercommunalité
La commune, membre de la communauté d'agglomération Val-et-Forêt depuis 2003, décide de la quitter  et rejoint le 1er janvier 2013, la communauté d'agglomération du Parisis.
Dans le cadre de la mise en œuvre de la loi MAPAM du 27 janvier 2014, qui prévoit la généralisation de l'intercommunalité à l'ensemble des communes et la création d'intercommunalités de taille importante en Île-de-France afin d'équilibrer leurs relations avec la métropole du Grand Paris, le préfet de la région d'Île-de-France approuve le 4 mars 2015 un schéma régional de coopération intercommunale qui prévoit notamment « l'extension du périmètre de la communauté d'agglomération Le Parisis aux communes de Frépillon, Saint-Leu-la-Forêt, Le Plessis-Bouchard, Ermont et Eaubonne ».
C'est ainsi que, après délibérations des conseils municipaux et communautaires concernés, la fusion intervient le 1er janvier 2016, permettant ainsi la création de la communauté d'agglomération Val Parisis dont la commune est désormais membre.

### Tendances politiques et résultats
Au second tour des élections municipales de 2014 dans le Val-d'Oise, la liste UMP menée par le maire sortant Francis Delattre  remporte la majorité absolue des suffrages exprimés, avec 5 678 voix (52,71 %, 30 conseillers municipaux élus dont 9 communautaires), devançant largement les listes menées respectivement par : 
- Antoine Raisseguier (PS-PCF-EELV, 3 630 voix, 33,70 %, 7 conseillers municipaux élus dont 2 communautaires) ;
- Jean-Luc Mayenobe (FN, 1 463 voix, 13,58 %, 2 conseillers municipaux élus dont 1 communautaire).

Lors de ce scrutin, 47,79 % des électeurs se sont abstenus.
Au premier tour des élections municipales de 2020 dans le Val-d'Oise, la liste LR du maire sortant Xavier Melki — qui a succédé en 2017 à Francis Delattre — remporte la majorité absolue des suffrages exprimés, avec 4 056 voix (60,76 %, 32 conseillers municipaux élus dont 10 communautaires), devançant très largement les listes menées respectivement par : 
- Marc Schweitzer (PCF, 1 221 voix, 18,29 %, 3 conseillers municipaux élus dont 1 communautaire) ;
- Françoise Mendy-Lascot (LREM,	738 voix, 11,05 %, 	2 conseillers municipaux élus) ;
- Sébastien Ustase (RN[39], 660 voix, 9,88 %, 2 conseillers municipaux élus).

Lors de ce scrutin marqué par la pandémie de Covid-19 en France, 68,04 % des électeurs se sont abstenus.

### Liste des maires
| Période                                  | Période                        | Identité               | Étiquette        | Qualité |
| ---------------------------------------- | ------------------------------ | ---------------------- | ---------------- | --- |
| Les données manquantes sont à compléter. |                                |                        |                  | |
| 1800                                     | 1813                           | Jean-Baptiste Guichard |                  | |
| 1813                                     | 1821                           | Guillaume Bouju        |                  | |
| 1821                                     | 1830                           | Louis-Philippe Leclerc |                  | |
| 1830                                     | 1835                           | Guillaume Bouju        |                  | |
| 1835                                     | 1835                           | Louis Faucon           |                  | |
| 1835                                     | 1836                           | Antoine Jugier         |                  | |
| 1836                                     | 1837                           | Jean Bertin            |                  | |
| 1837                                     | 1843                           | Émile de Perthuis      |                  | |
| 1843                                     | 1873                           | François Chenel        |                  | |
| 1873                                     | 1876                           | Nicolas Védy           |                  | |
| 1876                                     | 1878                           | Louis de Ribaucourt    |                  | |
| 1878                                     | 1884                           | Louis Baudier          |                  | |
| 1884                                     | 1904                           | Toussaint Lucas        |                  | |
| 1904                                     | 1908                           | Claude Bonne           |                  | |
| 1908                                     | 1919                           | Georges Leredu         |                  | Député de Seine-et-Oise (1914 → 1927) Ministre (1920) Sénateur de Seine-et-Oise (1927 → 1936) |
| 1919                                     | 1925                           | Octave Bucourt         |                  | |
| 1925                                     | 1945                           | Albert Bigeard         |                  | |
| 1929                                     | 1930                           | Émile Gentil           |                  | |
| 1930                                     | 1944                           | Claude Lagoutte        |                  | |
| 1944                                     | 1945                           | Octave Bucourt         |                  | |
| 1945                                     | 1955                           | Ferdinand Grosdemange  |                  | |
| 1955                                     | 1959                           | Georges Fournier       |                  | |
| 1959                                     | 1977                           | André Blondé           | UDF-PR           | Conseiller général de Franconville (1967 → 1973) |
| 1977                                     | 1983                           | Annie Brunet           | PCF              | Conseiller général de Franconville (1973 → 1979) |
| 1983                                     | décembre 2017                  | Francis Delattre,      | UDF-DL, UMP → LR | Sénateur du Val-d'Oise (2011 → 2017) Député du Val-d'Oise (4e circ.) (1986 → 2007) Conseiller général de Franconville (1979 → 1988) Vice-président de la CA Val-et-Forêt (2004 → 2008) Démissionnaire |
| décembre 2017,                           | En cours (au 1er juillet 2021) | Xavier Melki           | LR               | Ancien directeur de banque Vice-président de la Communauté d'agglomération Val Parisis (2020 → ) Réélu pour le mandat 2020-2026                                                                       |

### Démocratie participative
La ville est divisée[Quand ?] en neuf quartiers, chacun doté de son conseil de quartier disposant de son enveloppe budgétaire[réf. nécessaire]. Les neuf quartiers sont :
- le quartier de l'Hôtel-de-Ville ;
- le quartier des Fontaines ;
- le quartier Jean-Monnet ;
- le quartier de l'Europe ;
- le quartier du Vieux marché ;
- le quartier du Stade ;
- le quartier des Noyers de Saint-Edme ;
- le quartier de l'Épine Guyon ;
- le quartier du Séquoia de la gare.

### Politique de développement durable

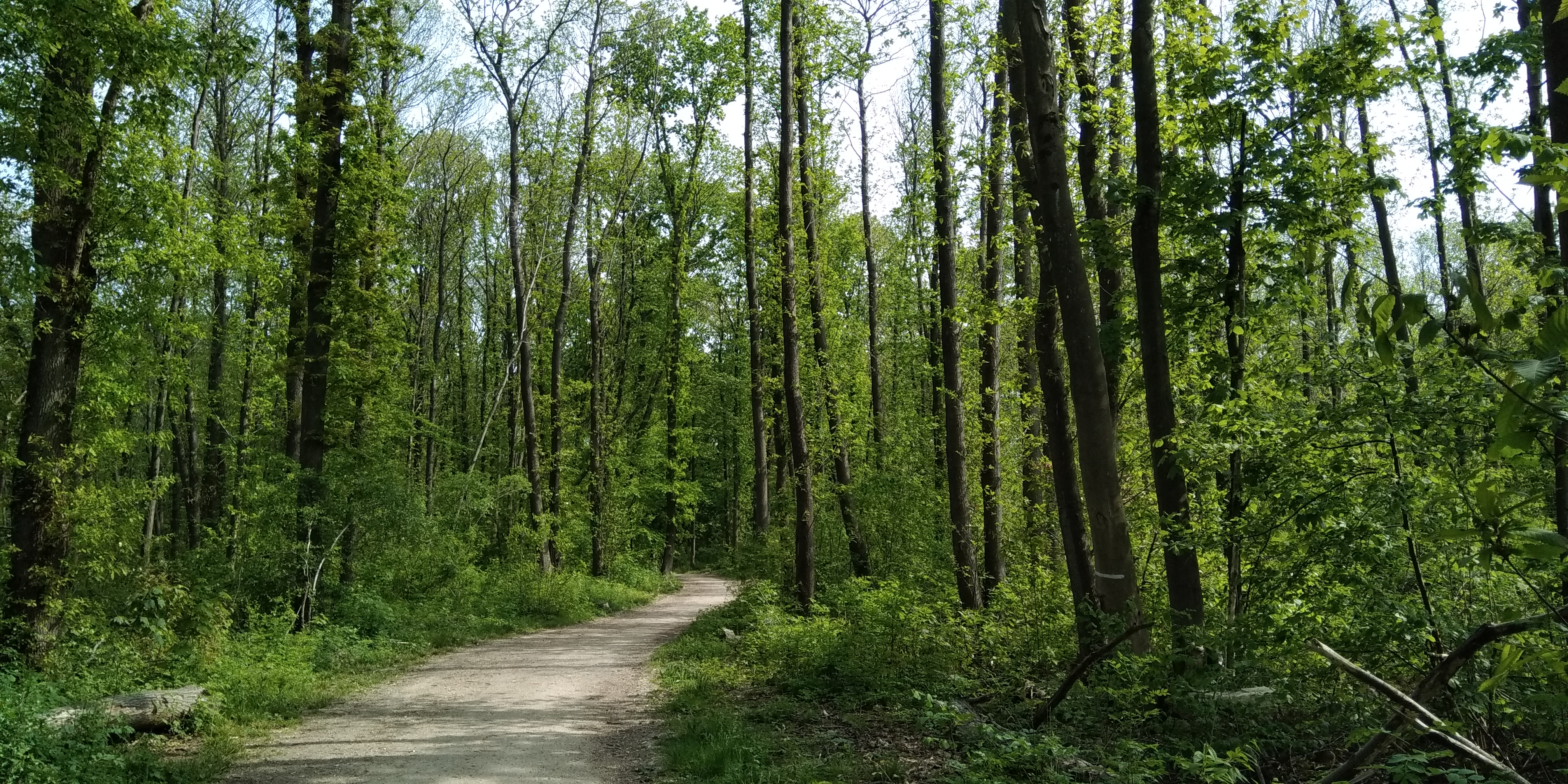
Chemin des Crêtes dans le Bois des Rinvals

La commune de Fanconville est située dans un espace très urbanisé, cependant le sud de la commune, la colline d'Argenteuil, a conservé son couvert forestier. Cet espace forestier est isolé du centre de Franconville par l'autoroute A15. Le Bois des Rinvals et le bois de Saint-Marc sont gérés par l'Office national des forêts. Le site constitue un poumon pour la ville de Franconville, absorbant une partie nuisances générées par l'autoroute A15.
Le bois des Éboulures et le bois de Boissy complètent cet ensemble d'espaces verts vitaux pour les habitants de la commune.

### Distinctions et labels
La ville de Franconville est récompensée de plusieurs labels, notamment :
- 3 fleurs (sur 4) au concours des villes et villages fleuris à partir de 2011;
- 3 lauriers (sur 4) au label des villes actives et sportives à partir de 2021, label soutenu par l’Agence Nationale du Sport ;
- 2 empreintes de patte (sur 3) au label ville amie des animaux à partir de 2021, label créé par la Région Île-De-France ;
- 3 @ (sur 5) au label des villes internet à partir de 2019 ;
- parternaire "OR" (plus haute distinction) du label Commune Donneur en 2023 et 2024, label créé par l'EFS Île-De-France.

### Jumelages
Mława (Pologne) depuis 2023, 31 047 habitants (2023) ;
 Viernheim (Allemagne) depuis 1966, 34 348 habitants (2023) ;
 Potters Bar (Angleterre) depuis 1973, 23 325 habitants (2022).
Des échanges sont régulièrement tenus concernant plusieurs domaines : politique, administration, culture, sport, enfance ...

## Population et société

### Démographie
L'évolution du nombre d'habitants est connue à travers les recensements de la population effectués dans la commune depuis 1793. Pour les communes de plus de 10 000 habitants les recensements ont lieu chaque année à la suite d'une enquête par sondage auprès d'un échantillon d'adresses représentant 8 % de leurs logements, contrairement aux autres communes qui ont un recensement réel tous les cinq ans,.

En 2022, la commune comptait 38 024 habitants, en évolution de +5,29 % par rapport à 2016 (Val-d'Oise : +4 %, France hors Mayotte : +2,11 %).
| 1793  | 1800  | 1806  | 1821  | 1831  | 1836  | 1841  | 1846  | 1851  |
| ----- | ----- | ----- | ----- | ----- | ----- | ----- | ----- | ----- |
| 1 082 | 1 016 | 1 005 | 1 124 | 1 193 | 1 152 | 1 248 | 1 222 | 1 154 |

| 1856  | 1861  | 1866  | 1872  | 1876  | 1881  | 1886  | 1891  | 1896  |
| ----- | ----- | ----- | ----- | ----- | ----- | ----- | ----- | ----- |
| 1 092 | 1 147 | 1 207 | 1 300 | 1 352 | 1 431 | 1 525 | 1 518 | 1 640 |

| 1901  | 1906  | 1911  | 1921  | 1926  | 1931  | 1936  | 1946  | 1954  |
| ----- | ----- | ----- | ----- | ----- | ----- | ----- | ----- | ----- |
| 1 779 | 2 188 | 2 869 | 3 498 | 4 934 | 6 278 | 6 151 | 6 130 | 7 697 |

| 1962   | 1968   | 1975   | 1982   | 1990   | 1999   | 2006   | 2011   | 2016   |
| ------ | ------ | ------ | ------ | ------ | ------ | ------ | ------ | ------ |
| 11 185 | 16 205 | 24 231 | 32 948 | 33 802 | 33 497 | 32 988 | 33 512 | 36 112 |

| 2021   | 2022   | - | - | - | - | - | - | - |
| ------ | ------ | - | - | - | - | - | - | - |
| 37 520 | 38 024 | - | - | - | - | - | - | - |

### Enseignement

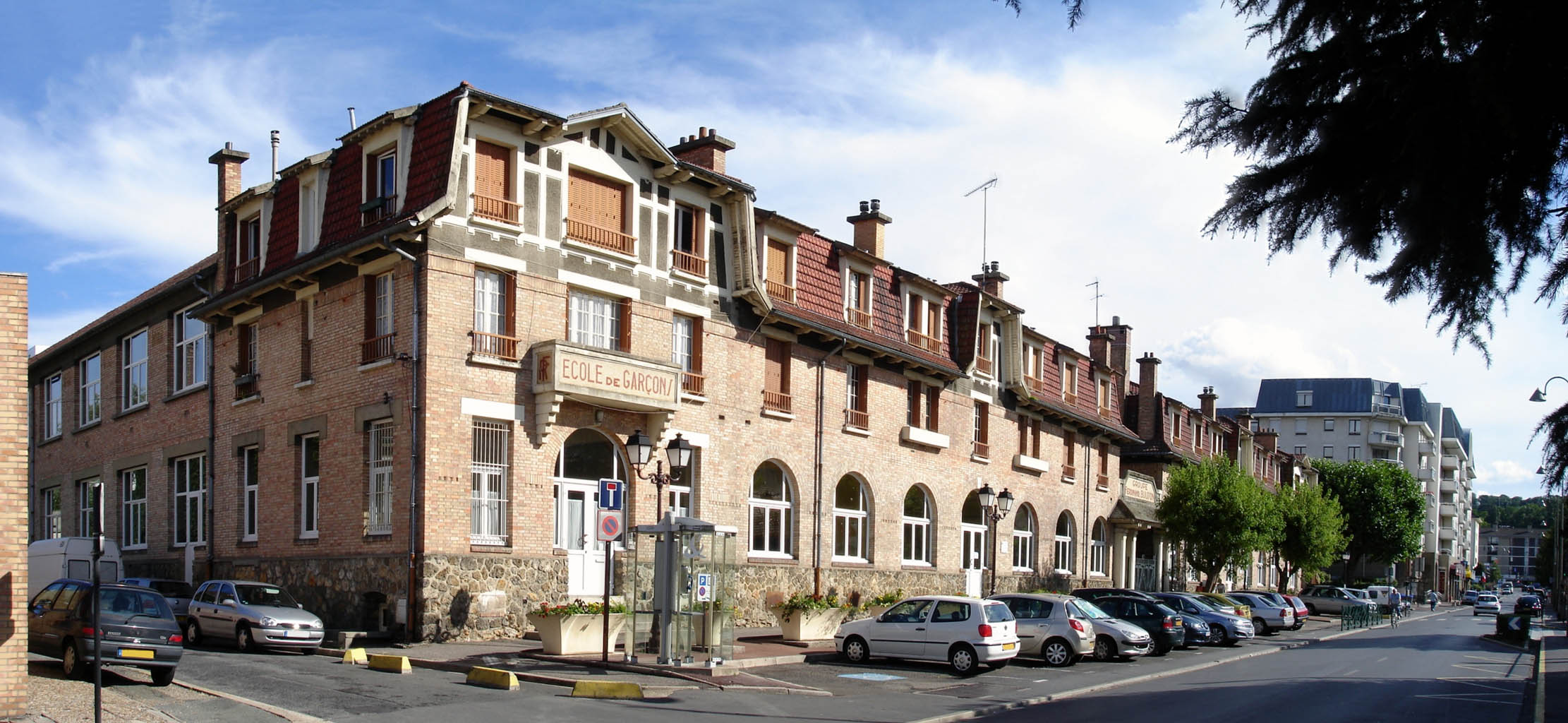
Le groupe scolaire Ferdinand Buisson.

Franconville relève de l'académie de Versailles. Les écoles de la commune sont gérées par l’inspection générale de l'inspection départementale de l’Éducation Nationale d'Ermont (1, rue de l'Est 95120 Ermont). La circonscription fait partie du bassin d'éducation et de formation d'Enghien-les-Bains.
La commune compte[Quand ?] douze établissements d'enseignement pré-élémentaire, onze établissements d'enseignement élémentaire et six établissements d'enseignement secondaire (dont quatre collèges et deux lycées).
Enseignement public
- Écoles maternelles :
  - École maternelle du Bel-Air, 10 ruelle du Moulin.
  - École maternelle de la Côte rôtie, 1 rue de la Renardière.
  - École maternelle de l'Épine Guyon, 4 rue de l'Épine Guyon.
  - École maternelle Ferdinand Buisson, 18, boulevard Maurice-Berteaux.
  - École maternelle de la Fontaine Bertin I et II, 8 rue de l'Hostellerie.
  - École maternelle Jules Ferry, 6 rue d'Ermont.
  - École maternelle de Montédour, rue de la Croix verte.
  - École maternelle des Quatre noyers, 2 rue Victor Basch.
  - École maternelle René Watrelot, rue du Noyer Mulot.
  - École maternelle de la Source, 31 rue de Taverny.
- Écoles élémentaires :
  - École élémentaire du Bel-Air, 18 ruelle du Moulin.
  - École élémentaire Jean Carnot, 47 bis rue Carnot.
  - École élémentaire de l'Épine Guyon I, 1 allée Got.
  - École élémentaire de l'Épine Guyon II, 3 allée Got.
  - École élémentaire Ferdinand Buisson I, 18, boulevard Maurice-Berteaux.
  - École élémentaire Ferdinand Buisson II, 16, boulevard Maurice-Berteaux.
  - École élémentaire de la Fontaine Bertin, allée du Lavoir.
  - École élémentaire Jules Ferry, 6 rue d'Ermont.
  - École élémentaire des Quatre noyers, 2 rue Victor Basch.
  - École élémentaire de la Source, 31 rue de Taverny.
- Collèges d'enseignement secondaire :
  - Collège du Bel-Air, ruelle du Moulin.
  - Collège de l'Épine Guyon, rue des Onze arpents.
  - Collège Jean-François Clervoy, 8 avenue des Marais.
- Lycée :
  - Lycée Jean Monnet, rue Jean Monnet.

Enseignement privé
- Institution Jeanne d'Arc, 2 bis rue Toussaint Lucas :
  - École maternelle.
  - École élémentaire.
  - Collège d'enseignement secondaire.
  - Lycée professionnel.
  - Lycée général et technologique (STMG).
  - BTS MCO et BTS GPME

### Équipements culturels
La ville dispose de l'espace Saint-Exupéry, d'un bibliobus et d'une école municipale de musique, de danse et d'art dramatique.

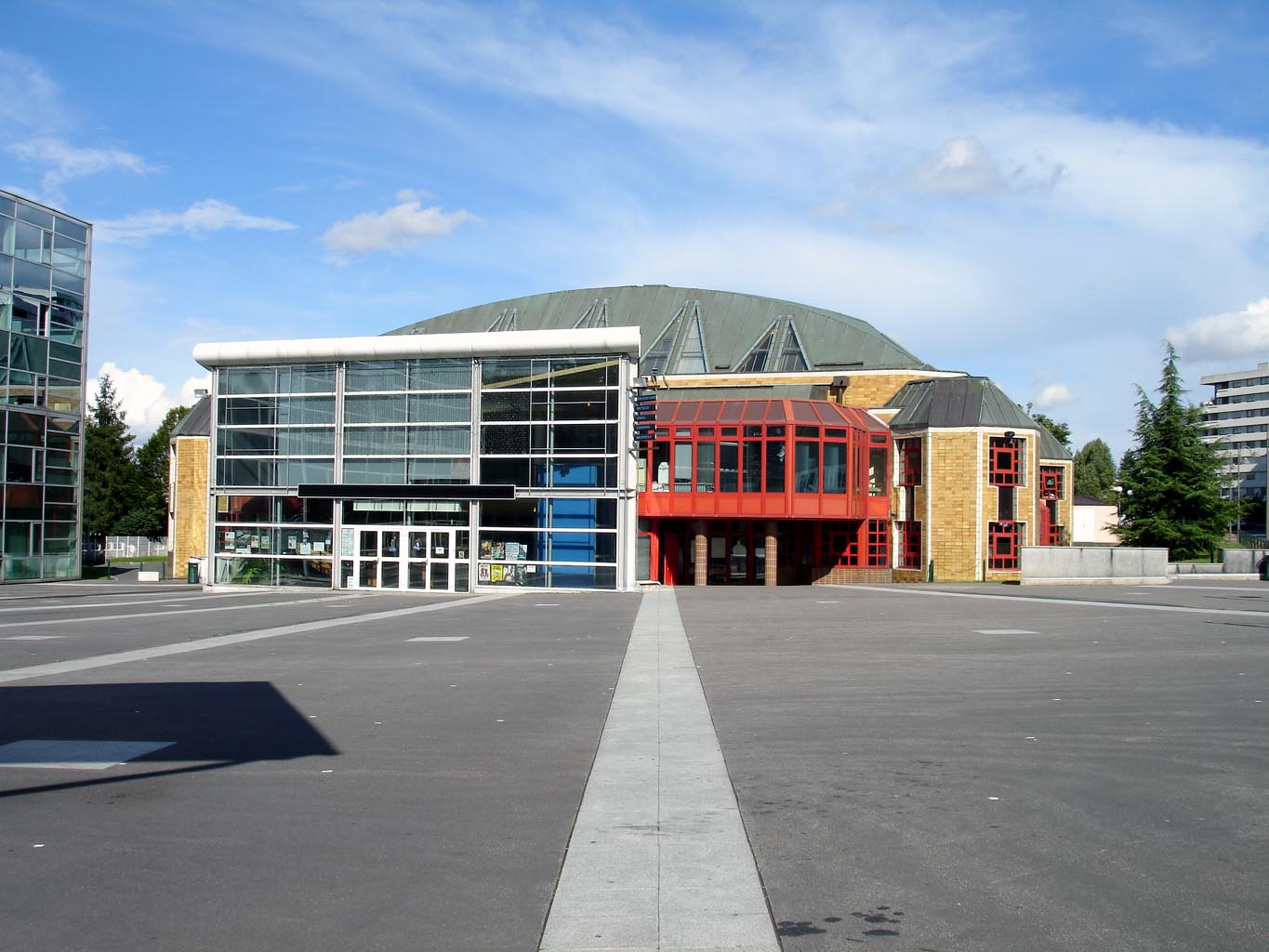
L'espace Saint-Exupéry.

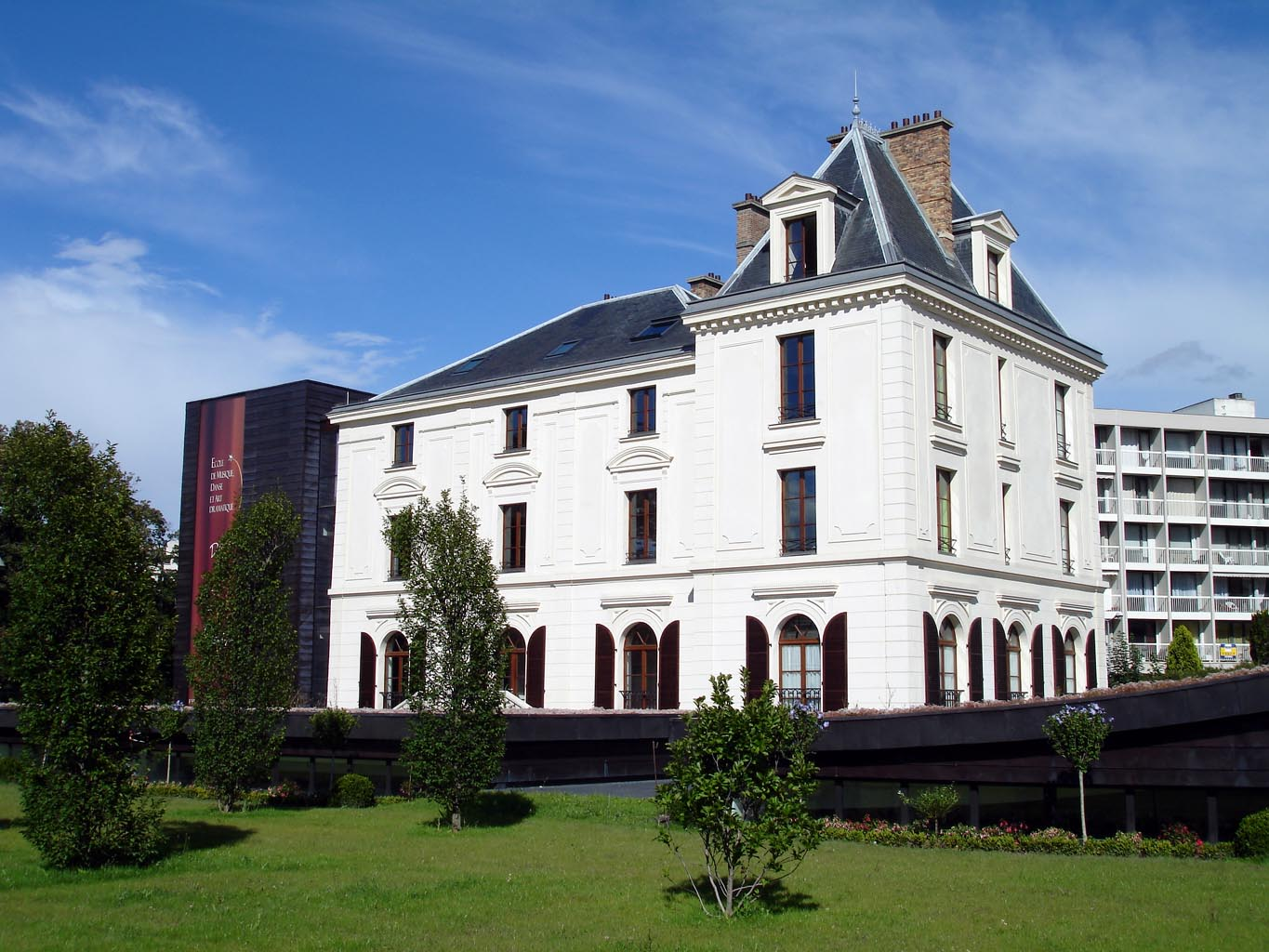
La Maison Suger.

- L'espace Saint-Exupéry : L'espace construit en 1980 et agrandi en 1996 comporte :
  - la médiathèque municipale[54] qui dispose de 28 200 livres et de 81 revues en section Adultes et 31 220 livres et de 45 revues en section Jeunesse ainsi que d'un fonds de 2 300 DVD, ressources auxquelles il faut ajouter 8 000 livres numériques, 1 800 films en VOD, ainsi que des modules d'autoformation en ligne aux langues étrangères, au français langue étrangère, et au code de la route ;
  - la salle de cinéma Henri-Langlois, classée art et essai, qui programme environ 160 films par an ;
  - le théâtre Jean-Cocteau (423 places) ;
  - la salle d'expositions Giacometti (400 m2) et une salle polyvalente.

L'espace accueille chaque année des chanteurs en résidence et organise des rencontres « jeunes talents » afin de venir en aide à la création et à la diffusion.
Le centre Saint-Exupéry héberge également l'académie de danse de Franconville (ADF) dont la création remonte à 1977.
- Le bibliobus, qui sillonne la commune et s'arrête périodiquement dans les quartiers et dans les écoles pour prêter divers documents mais surtout des livres. Il dessert la résidence Yvonne-de-Gaulle, le foyer AREPA et les quartiers de l'Épine Guyon, la Mare de Noues, Montédour et la Fontaine Bertin.
- L'École municipale de musique, de danse et d'art dramatique, qui dispense des enseignements de musique, de danse et de théâtre. Cet établissement est installé dans la Maison Suger rénovée. L'établissement dispose de l'agrément du ministère de la Culture et est un service public d'enseignement artistique.

### Sports

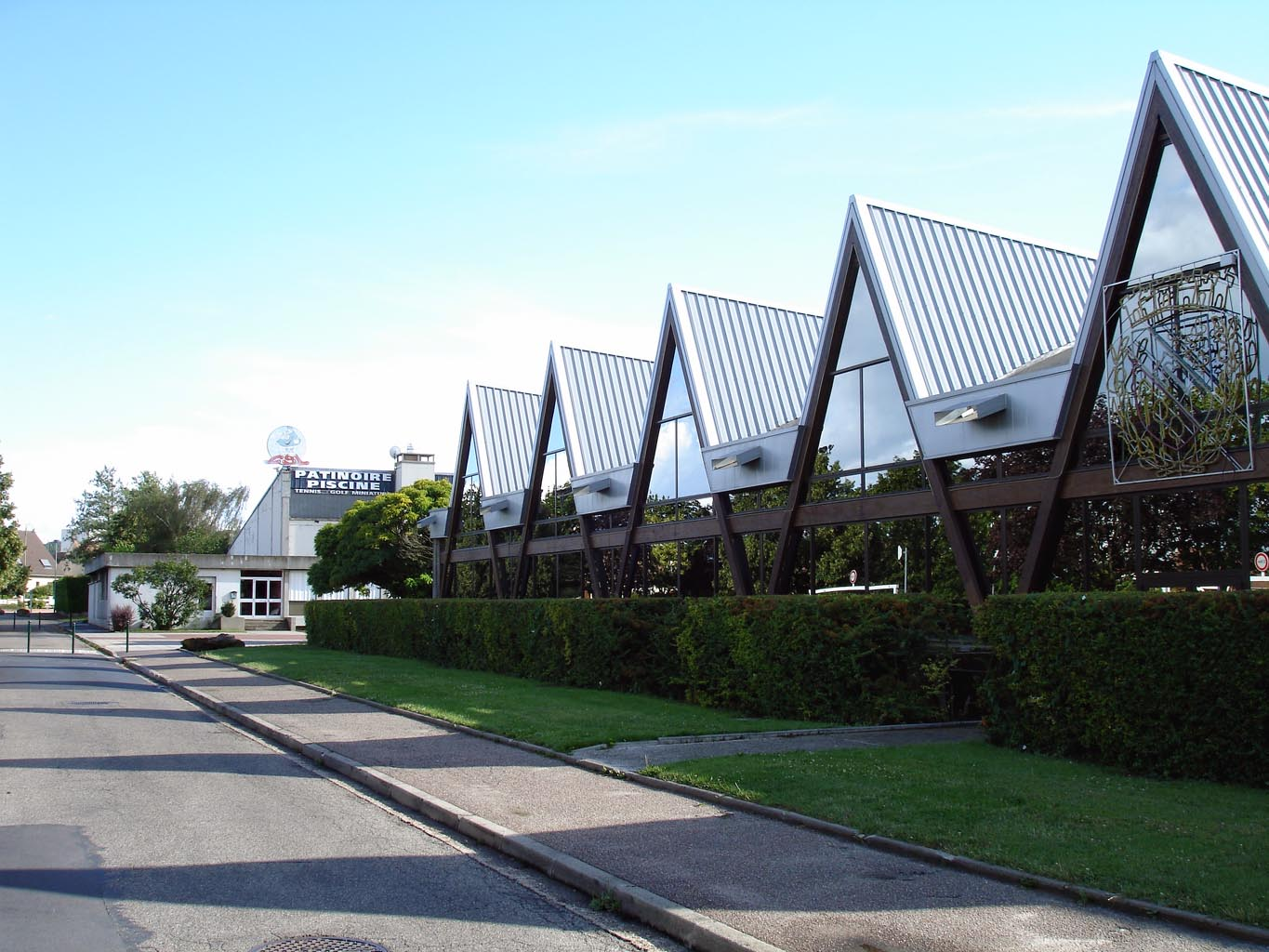
La patinoire.

#### Clubs importants
- Entente Franconville Césame Val d'Oise
- COYOTES : Club de handball à Franconville
- Parisis Rugby Club PRC (champion IDF réserve en promotion d'honneur en 2014)
- Le basket club de Franconville Plessis-Bouchard (BCFOB), dont l'équipe féminine évolue en Nationale 1 en 2022[55]
- Jorkyball parisien.
- SCAF : Club d'Activités Subaquatiques de Franconville
- Football Club de Franconville évoluant en Ligue Ile de France[Quand ?]
- Club de Tennis de Table de Franconville
- Judo Club de Franconville
- Le club de gymnastique Albonaise, avec plus de 700 licenciés en 2013
- L'Echiquier de Franconville (qui évolue en 2e Division Nationale
- Franconville Hockey-Club

#### Jumping
Créé en 1985, le jumping de Franconville est un rendez-vous majeur du calendrier International ou National du saut d’obstacles. Il se déroule dans le Bois des Eboulures. Ses 55 hectares sont spécialement aménagés, avec village d’exposants, restaurants, points de restauration rapide, buvettes, points d’accueil et une aire de concours de 8 hectares, entourée de loges et de 3000 places
en tribunes.

#### Équipements sportifs
- Le stade municipal Jean-Rolland (2000 places) pour le football, l'athlétisme, le rugby et le tennis.
- Le centre de sports et loisirs (CSL) qui comprend une piscine, une patinoire, des courts de tennis, des terrains de badminton, des courts de squash, un minigolf, un bowling, des salles de judo et karaté et une salle de billard.
- 9 gymnase]s (dont celui du CSL).
- 1 salle de jorkyball avec 4 terrains

### Cultes

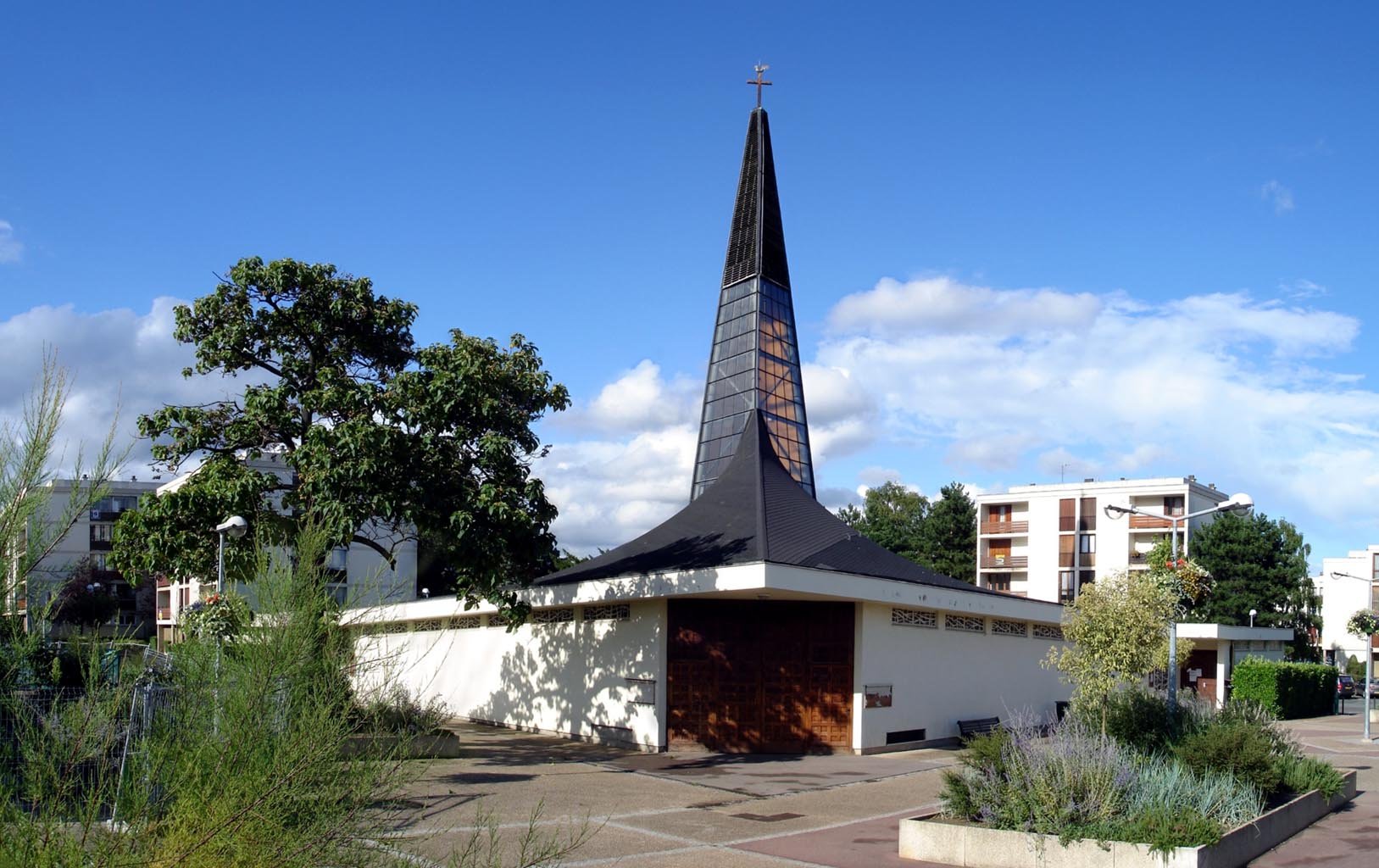
L'église Notre-Dame-des-Noues, avec son clocher haut de 31 m..

- Culte catholique : la paroisse de Franconville dépend du doyenné d'Ermont-Eaubonne qui se trouve dans le diocèse de Pontoise, lui-même situé dans la province ecclésiastique de Paris. 
Le presbytère est situé à côté de l'église Sainte-Madeleine[56].
 Outre cette église principale, la paroisse dispose également de l'église Notre-Dame-des-Noues, située au 2 rue des Quatre-Fourchettes, construite en 1968 au cœur du quartier de l'Épine-Guyon, qui, en mauvais état, a due être fermée en 2020[57]. 
À noter l'existence d'un parc paroissial au 64, boulevard Maurice-Berteaux, sur lequel se trouve également la maison Jean-Paul II.
- Culte protestant : l'église adventiste de Franconville, située au 79 chaussée Jules-César, dépend de la Fédération Nord de l'Église adventiste du septième jour qui fait partie de l'Union franco-belge des fédérations adventistes. Le pasteur de l'église est actuellement Johan van Bignoot[58].

L'église protestante évangélique est située au 161 rue du Plessis-Bouchard.

## Économie
Une partie de la zone commerciale de la Patte d'Oie d'Herblay se situe à l'ouest du territoire de la commune, sur la route départementale 14 et à proximité de la sortie de l'autoroute A15.
Jusque dans les années 1990, cette zone d'activité de Franconville comprenait essentiellement deux centres commerciaux : une grande surface et un centre commercial composé de boutiques de déstockage. Dans les années 2000, cette zone commerciale prend un nouvel essor. Ainsi, le plus grand magasin Ikea de France y a ouvert ses portes en 2005 (titre qu'il perdra en 2011 pour l'Ikéa de Villefranche-sur-Saône). Puis, ce sont des boutiques vestimentaires, culturelles et sportives, deux restaurants, un pub et deux salles de sports qui se sont implantées dans cette zone appelée le "Parisis Park". À noter que le distributeur E. Leclerc, qui y possède une grande surface, y a lancé son premier magasin d'optique discount en décembre 2005, avant d'ouvrir une parapharmacie et un magasin de sport à son enseigne.

## Culture locale et patrimoine

### Lieux et monuments

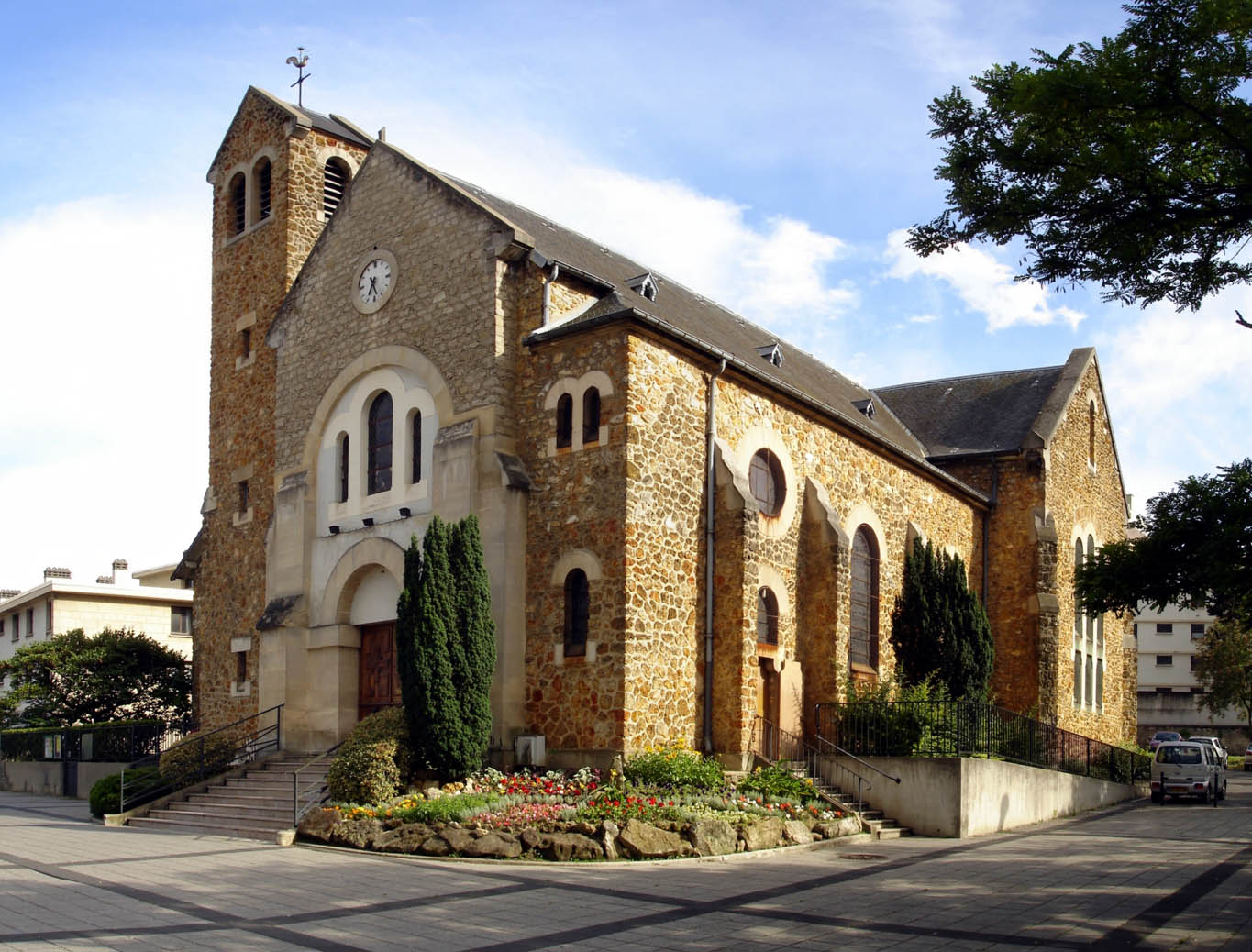
L'église Sainte-Madeleine.

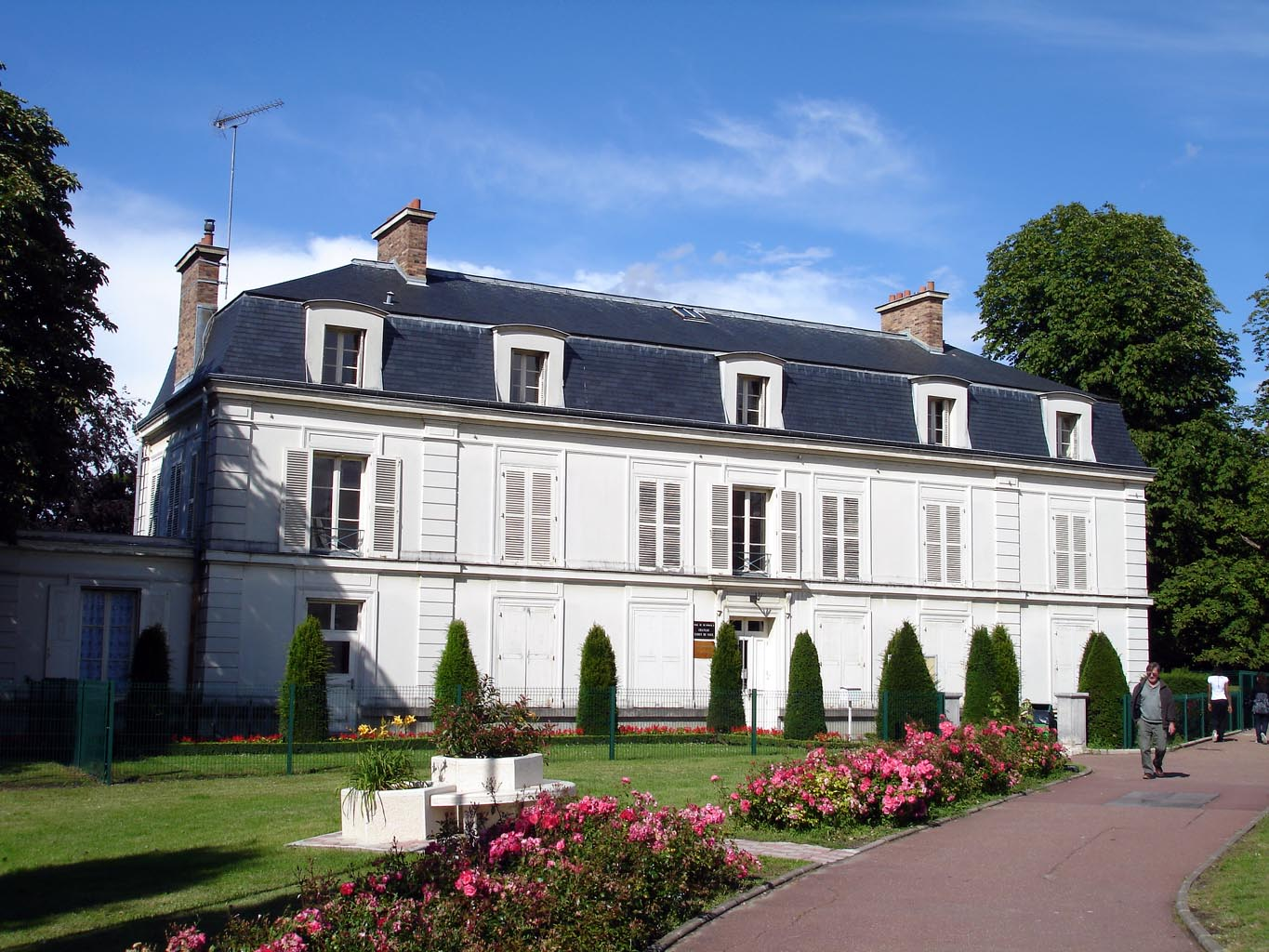
Château Cadet-de-Vaux.

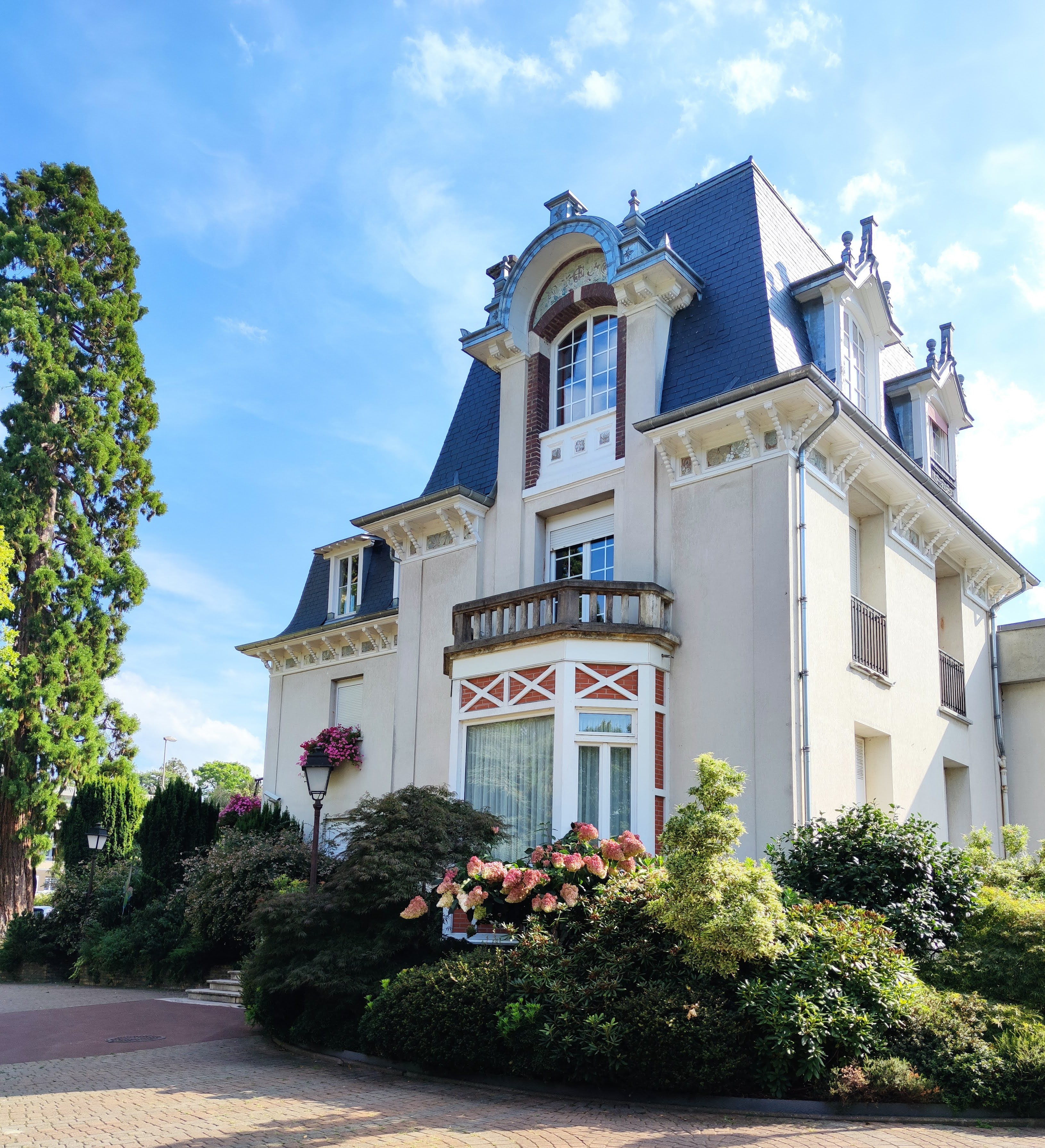
Villa Enders.

La commune ne possède aucun monument historique classé ou inscrit sur son territoire. On peut néanmoins signaler :
- L'église Sainte-Madeleine, édifiée à partir de 1903 par l'architecte Lucien Roy, à l'emplacement de l'ancien sanctuaire du XVe siècle qui tombait en ruine. Le chœur et le transept de style néo-roman furent édifiés les premiers, le clocher dans les années 1950. Plusieurs vitraux dégradés et peu esthétiques furent remplacés en 1963 sous l'impulsion du curé Maurice Nassoy[Note 7], qui munit également le clocher du coq qui lui manquait. Le vitrail que l'on peut voir près de l'entrée de l'église est celui du chœur de l'église précédente sur le même lieu, aujourd'hui 79 rue du Général-Leclerc[62]
- Le château Cadet-de-Vaux : Caractéristique du XVIIIe siècle, il fut construit par la famille Becquet sur un vaste terrain, racheté aux héritiers de la veuve de Couet de Montbayeux, avocat au Parlement. Il fut ensuite acquis le 22 août 1788 par le savant et philanthrope Antoine Alexis Cadet de Vaux qui lui laissa son nom. Le domaine changea ensuite de nombreuses fois de propriétaires. Il subsiste la glacière du XVIIIe siècle et une grande partie du parc paysager du XVIIIe siècle. Il est planté de nombreuses essences remarquables : Ginkgo biloba, séquoia, pins de l'Himalaya, cèdres, hêtre pourpre, ainsi qu'une rivière sinueuse qui accueille canards et poules d'eau[62].
- La maison Suger : Elle fut édifiée vers 1850 par la famille Baudouin. Le pavillon de l'aile nord fut agrandi par un notaire, Blanchet, et son gendre Radius. Après la Seconde Guerre mondiale, la fondation Suger s'y installe et lui donne son nom. Elle laisse la place, à la suite de difficultés financières, à une école privée, de plein air, où fera ses études le très jeune chef d'orchestre Roberto Benzi, qui fermera ses portes en 1970. Rachetée par la municipalité, elle a été rénovée et elle accueille l'école municipale de musique, de danse et d'art dramatique[62].
- La statue de Rébecca : En fonte peinte, elle orne le massif à droite de l'entrée de l'hôtel de ville depuis 1868 environ. Elle surmontait à l'origine une fontaine en pierre au milieu d'un carrefour circulaire lors de la création du lotissement du Parc[62].
- Accolée à l’actuelle mairie, l’ancienne villa Enders, du nom de son premier propriétaire, Jules Enders, administrateur délégué du Crédit lyonnais, est construite en 1894 par l’architecte Richard Bouwens van der Boijen ; revendue à la municipalité, elle devient, en 1932, la nouvelle mairie de la ville ; le jardin d'hiver attenant et la marquise au-dessus de l’entrée ont été démolis[63].
- Le parc Cadet-de-Vaux, rue d'Ermont, est ouvert, chaque jour du 1er octobre au 31 mars, de 8 h 30 à 18 h et du 1er avril au 30 septembre, de 8 h 30 à 20 h 30.
- Le bois des Éboulures : Sur 55 hectares, il constitue un exemple réussi d'intégration d'une zone naturelle dans un périmètre urbain.

### Personnalités liées à la commune

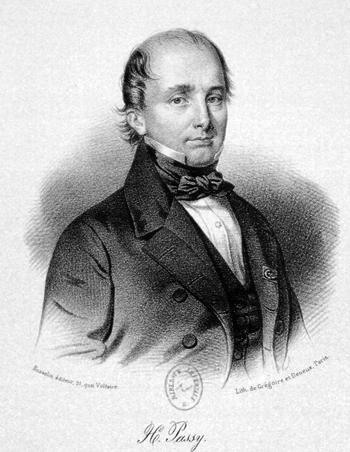
Hippolyte Passy.

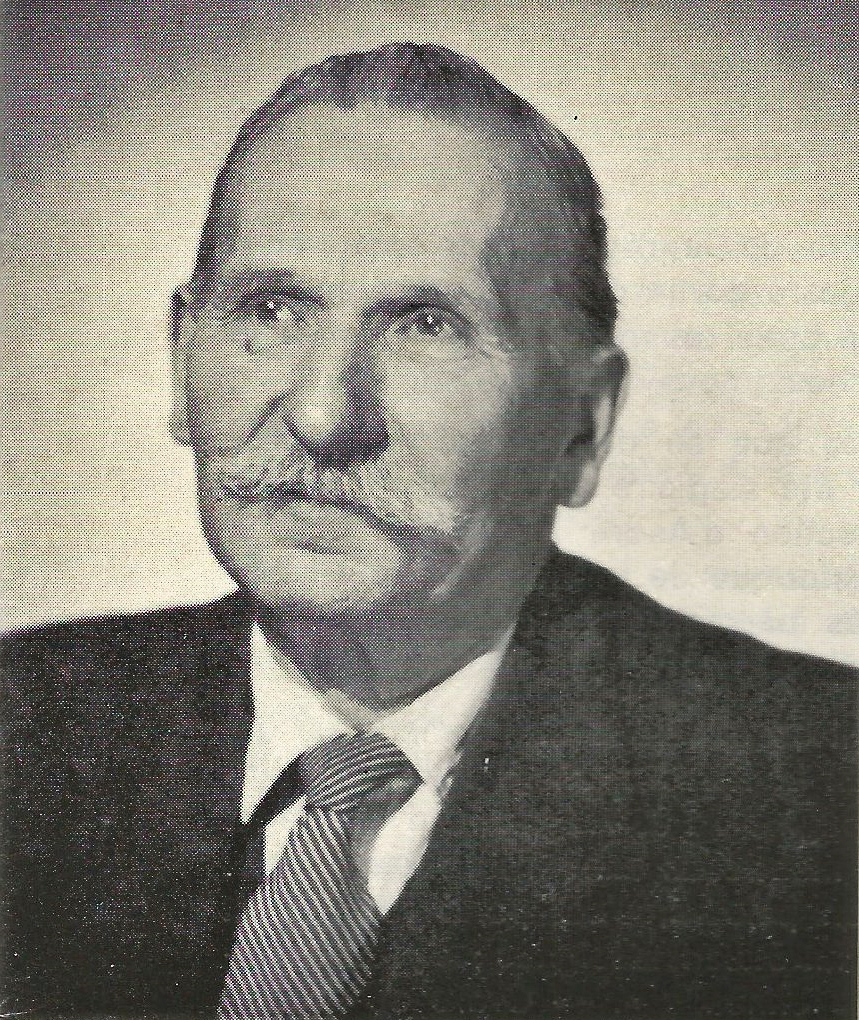
André Vaquier.

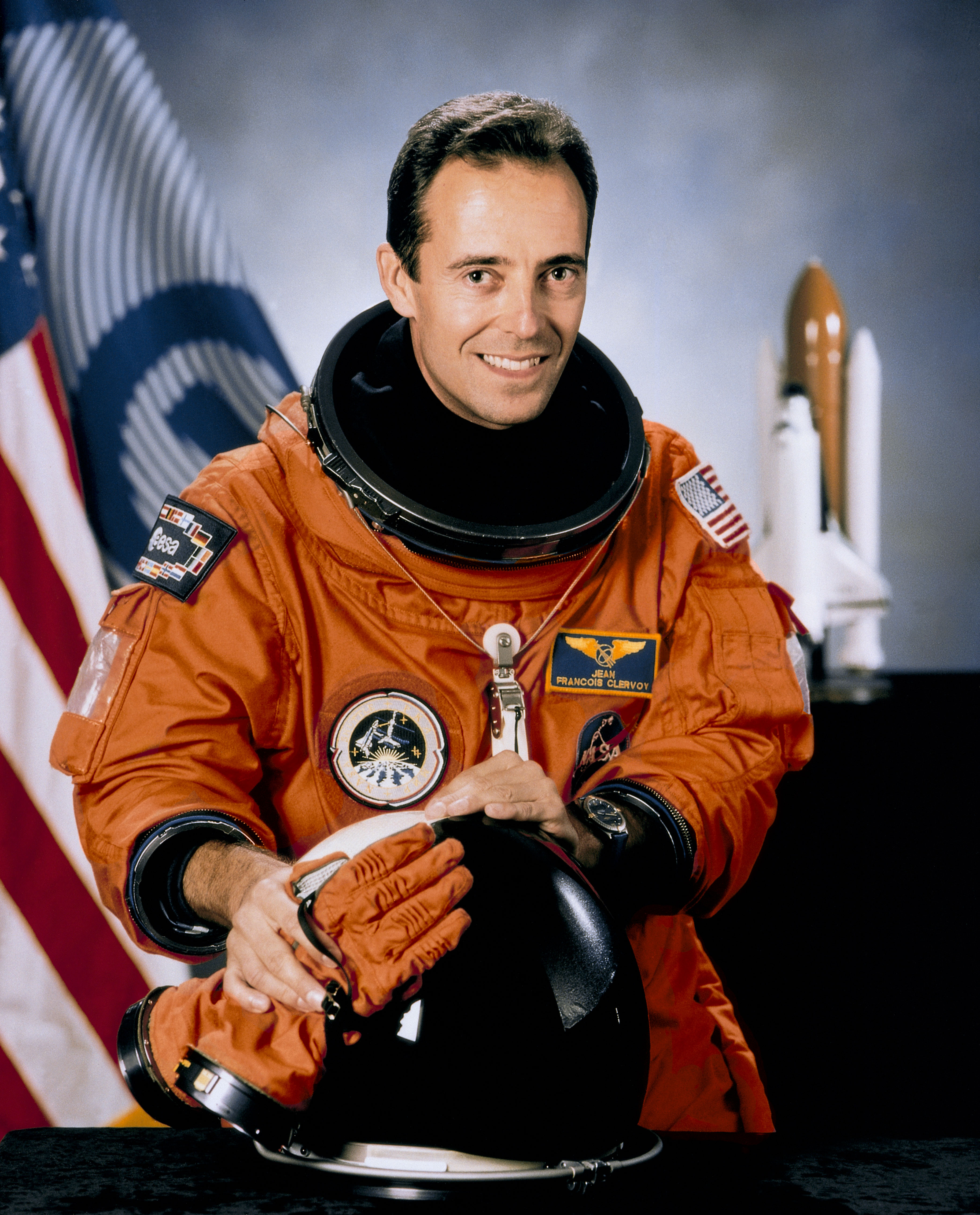
Jean-François Clervoy.

#### Seigneurs de Franconville
Quelques noms, rangés par ordre chronologique : Guillaume Bateste (1200), Pierre Bateste (1315), Nicolas Leclerc (1620), Louis de Giffart (1640), Jacques Boutet (1675), François Boutet (1710), comte de Longaunay (1755)…

#### Politique
- Benjamin Franklin (1706-1790) y effectua plusieurs visites et séjours.
- Hippolyte Passy (1793-1880), plusieurs fois ministre et ancien président de l'Assemblée nationale, y vécut.
- Georges Leredu (1860-1943) plusieurs fois ministre dans les années 1920 y fut maire, député puis sénateur.
- Jean Messiha (1970- ), homme politique d'extrême droite et haut fonctionnaire, habite la commune.

#### Culture et divertissement
- Yves Duteil, auteur compositeur interprète ; a vécu à Franconville, rue de la Station.
- Jean Daudin (début du XIVe siècle-1382), chanoine français, traducteur du poète et humaniste italien Pétrarque, est né à Franconville.
- Marcel L'Enfant[64](1884-1963), peintre post-impressionniste qui vécut et eut son atelier Chaussée Jules-César pendant 40 ans (1923-1963).
- André Vaquier (1886-1976), bibliothécaire et historien, vécut de nombreuses années à Franconville. Il publia plusieurs études sur l'histoire de la commune et fut à l'origine de la création d'un musée communal (1975), aujourd'hui disparu.
- Jean Daurand (1913-1989), comédien, l'inspecteur Dupuy de la série Les Cinq Dernières Minutes, exploita quelque temps un café à l'enseigne toute trouvée : Les Cinq Dernières Minutes, à Franconville, à la fin de sa vie.
- The Ropestylers, équipe d'artistes spécialistes de double dutch dont l'un des membres vit à Franconville.
- Victor Montalti (1938-2019), peintre et sculpteur, cofondateur et ancien président de l'association La Palette en Franconville.
- Hassan Koubba (né en 1973), comédien, le lieutenant Micky Zafraoui de la série de TF1 Diane, femme flic, y fait son footing quotidien, le long du stade municipal, chaussée Jules-César[réf. nécessaire].
- Lorie (née en 1982), chanteuse et comédienne française, y a passé sa jeunesse.
- Stéphane Mondino, auteur-compositeur-interprète y vécut de 1984 à 2006
- Massacra (1987-1997), groupe de Death Metal français précurseur du genre.

#### Sports
- Stéphane Diagana (né en 1969) a été membre du club d'athlétisme de Franconville.
- Éric Rabesandratana (né en 1972), ancien joueur du PSG a été joueur du FC Franconville Plessis Bouchard.
- Bouchra Ghezielle (née en 1979), demi-fondeuse, internationale française, habite la ville (en 2007).
- Mickaël Hanany (né en 1983), sauteur en hauteur membre du club d'athlétisme.
- David Alerte (né en 1984), sprinter membre du club d'athlétisme.
- David N'Gog (né en 1989), récemment[C'est-à-dire ?] jeune joueur du groupe pro de Liverpool FC, il y a grandi.
- Mouhamadou Fall (né en 1992 à Beaumont-sur-Oise, athlète spécialiste du sprint et du relais, licencié de l’Entente Franconville Césame Val-d’Oise (EFCVO), champion de France Élites du 100 m. en 2020[65]
- Charles Brennus est enterré à Franconville, une réplique du Bouclier de Brennus se trouve sur sa tombe[66].
- Claude Nicouleau (né en 1961), patineur de vitesse, 1er sélectionné olympique a Franconville en 1988

#### Sciences
- Cassini de Thury (1714-1784), directeur de l'observatoire, y possède une importante propriété ; celle-ci est vendue en 1781 au comte d'Albon qui y crée des jardins extravagants, aujourd'hui disparus.
- Antoine-Alexis Cadet de Vaux (1743-1828), chimiste, philanthrope.
- Jean-François Clervoy (né en 1958), spationaute français de l'Agence spatiale européenne (ESA) et ancien élève du collège Bel-Air ; le dernier collège construit dans la commune porte son nom.
- Gustave-Joseph Witkowski (1844-1922), y fut médecin en 1872, conseiller municipal en 1875, jusqu'en 1888, date de son installation à Paris.

#### Monde des affaires
- Eugène Schueller (1881-1957), fondateur de L'Oréal, possédait une villa dans la commune et y résidait régulièrement[67].

### Héraldique
| Blason de Franconville (Val-d'Oise) | Blason  | Tiercé en bande, au premier d’azur semé de lys d’or, au deuxième d’argent à la francisque de sable posée dans le sens de la bande, au troisième de gueules à trois arbres d’or mouvant de la pointe. |
| Blason de Franconville (Val-d'Oise) | Détails | L’azur semé de lys d’or indique l’appartenance à l’Île-de-France. La francisque est l’arme des francs qui ont donné leur nom à la ville. Les arbres d’argent évoquent la garenne, lieu boisé ou sablonneux où vivaient les lapins à l’état sauvage. Le 15 octobre 1964, les armoiries définitivement adoptées sont celles retenues par la direction des Archives de France pour figurer sur les documents officiels de la ville. |